# El monstre marí
El monstre marí (originalment en anglès, The Sea Beast) és una pel·lícula estatunidenca d'animació d'aventures i fantasia del 2022. Dirigida i escrita per Chris Williams, és la primera pel·lícula produïda directament per Netflix que ha estat doblada en català, basc i gallec. Compta amb la banda sonora de Mark Mancina. Es va publicar el 8 de juliol de 2022.
La història es basa en la història d'en Jacob Holland, un caçador de monstres marins que ha de canviar de rumb quan una petita polissona, la Maisie, es cola al vaixell. S'inspira en il·lustracions de les cartes nàutiques dels segles XVI i XVII.
El projecte es va anunciar per primer cop el 2018, sota el títol provisional de Jacob and the Sea Beast. L'animació està produïda per Sony Pictures Imageworks a Vancouver. La versió en anglès compta amb les veus de Karl Urban, Dan Stevens i Zaris-Angel Hator. El 30 de març de 2022 se'n va publicar el primer tràiler.

## Repartiment
| Personatge         | Veu en anglès          | Veu en català         |
| ------------------ | ---------------------- | --------------------- |
| Jacob Holland      | Karl Urban             | Roger Isasi-Isasmendi |
| Maisie Brumble     | Zaris-Angel Hator      | Aina Lluch            |
| Capità Crow        | Jared Harris           | Domènec Farell        |
| Sarah Sharpe       | Marianne Jean-Baptiste | Rosa Guillén          |
| Sra. Merino        | Helen Sadler           | Ana Pallejà           |
| Vell Nick          | Ian Mercer             | Josep Maria Mas       |
| Reina              | Doon Mackichan         | Neus Sendra           |
| Rei                | Jim Carter             | Francesc Belda        |
| Almirall Hornagold | Dan Stevens            | Gerard Flores         |
| Gwen Batterbee     | Kathy Burke            | Glòria Gonzàlez       |
| General            | Rajia Baroudi          | Sara Arnau            |